# عدنان بدران
عدنان بدران (عربی: عدنان بدران ؛ زادهٔ ۱۵ دسامبر ۱۹۳۵) سیاستمدار، و استاد دانشگاه اهل اردن است.
او از ۶ مارس ۲۰۰۵ تا ۲۷ نوامبر ۲۰۰۵ نخست‌وزیر اردن بود.